# Escola Politècnica Superior d'Alcoi

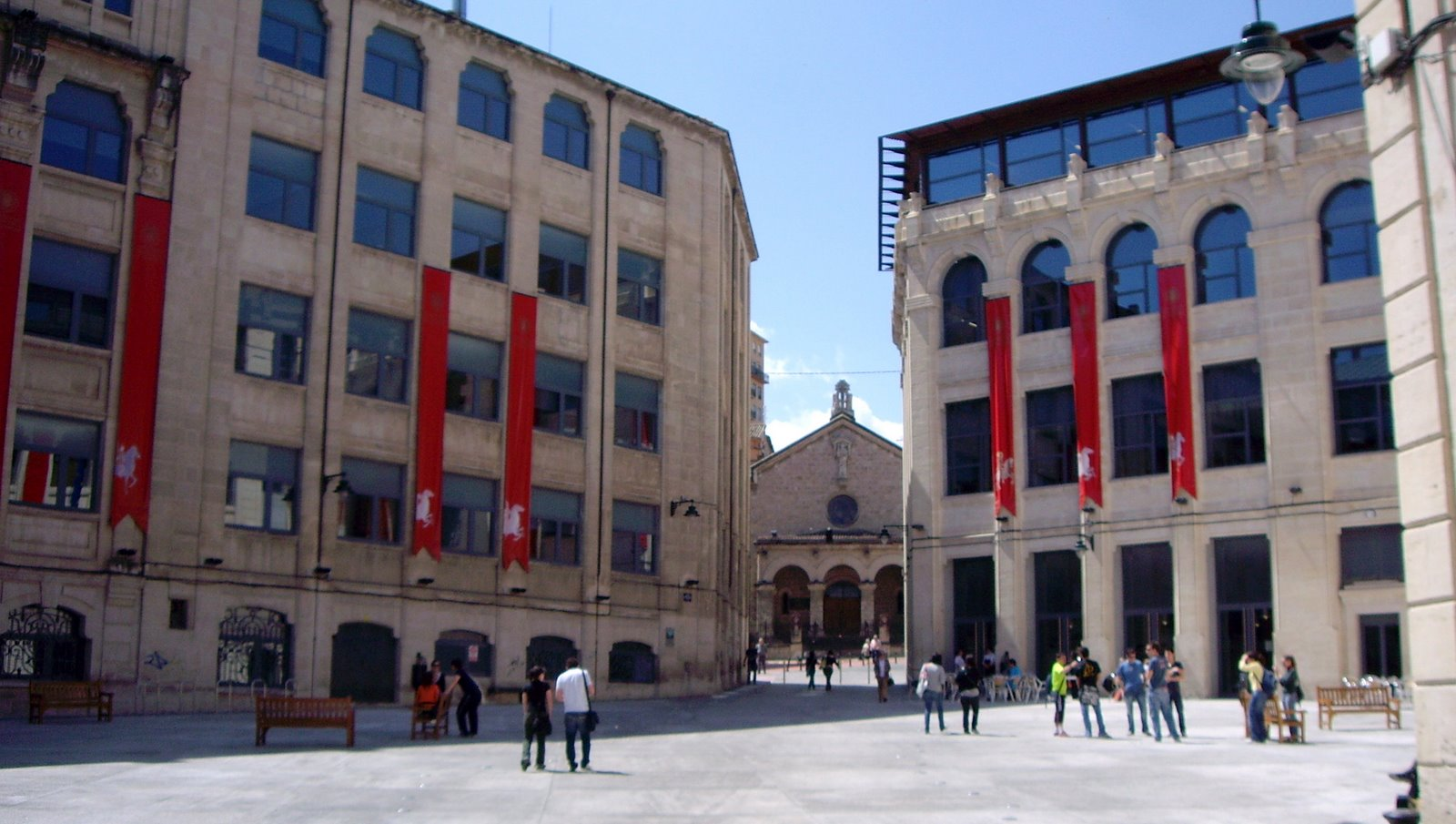
Edificis Carbonell i Ferràndiz (EPSA) i Santuari de Maria Auxiliadora

L'Escola Politècnica Superior d'Alcoi (EPSA), integrant de la Universitat Politècnica de València (UPV) i també coneguda com a UPV-campus d'Alcoi. El centre universitari es troba en el nucli urbà de la ciutat d'Alcoi en les antigues fàbriques de Ferrándiz i Carbonell, dos edificis emblemàtics de la zona.
Actualment l'escola està involucrada en el disseny de nous plans d'estudi i títols de grau del programa d'Espai Europeu d'Educació Superior (Procés de Bolonya). L'EPSA destaca per la seua implicació en el seu entorn socioempresarial. Els seus professors participen activament en la formació integral de l'alumne i la seua empleabilitat a l'acabar els estudis. Així com en multitud de projectes de recerca, desenvolupament i innovació (R+D+I).

## Història
L'antecedent més remot de l'actual Escola Politècnica Superior d'Alcoi (EPSA) es remunta a 1828, data en què els membres de l'organisme gremial de la localitat, la Reial Fàbrica de Panys d'Alcoi, van acordar fundar l'Establiment Científic Artístic, centre estructurat en quatre càtedres en què es van començar a impartir les ensenyances tècniques.
A principis de la dècada de 1940, el centre es va traslladar definitivament a les instal·lacions de l'Edifici Viaducte de l'Escola Politècnica Superior d'Alcoi, situades sobre els terrenys que la RFPP havia cedit en 1906. L'Edifici Viaducte es va acabar en 1936, pocs mesos abans de donar començament la guerra civil, arribant a albergar diverses instal·lacions sanitàries i de presó durant els anys següents. L'edifici Viaducte va ser un hospital suec-noruec durant la Guerra Civil espanyola, este es va construir per a ferits de guerra en el poble d'Alcoi. Els costos de la seua construcció es van sufragar gràcies als diners recaptats d'una subscripció popular que es va fer a Suècia i Noruega. Hui en dia l'hospital ha desaparegut i l'edifici s'ha convertit en una de les seus a Alcoi de la Universitat Politècnica de València.

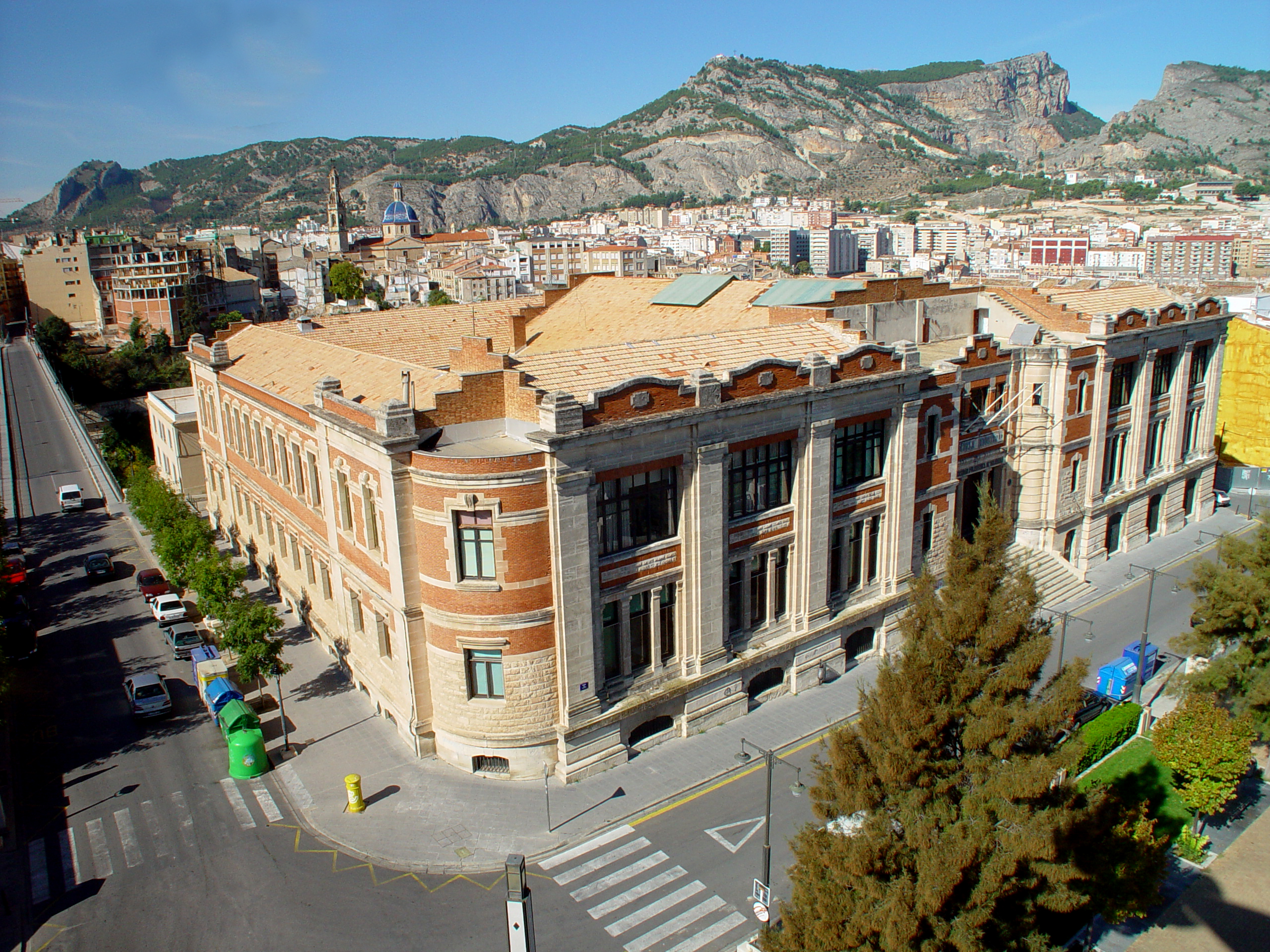
Escola Industrial (Edifici Viaducte).

A partir de 1964, l'Escola de Pèrits Industrials va passar a denominar-se Escola Universitària d'Enginyeria Tècnica Industrial d'Alcoi (EUITIA). En 1972 es va integrar en la Universitat Politècnica de València com EUITIA impartint cinc especialitats des de 1983: Química, Mecànica, Electricitat, Tèxtil i Electrònica Industrial.
Des de 1991 s'impartixen cursos de doctorat, amb la paradoxa de cursar-se, en l'EUITIA, el primer i el tercer cicle, sense passar pel segon. Durant el curs 1993/94 es van iniciar els estudis d'Enginyer Tècnic en Telecomunicacions, especialitat Telemàtica.
En el curs 1994/95 es va sumar una nova titulació, la d'Enginyeria d'Organització Industrial, 2n cicle, la qual cosa va conferir a l'EUITIA un rang superior. Per això, va passar a denominar-se de manera definitiva Escola Politècnica Superior d'Alcoi (EPSA). 

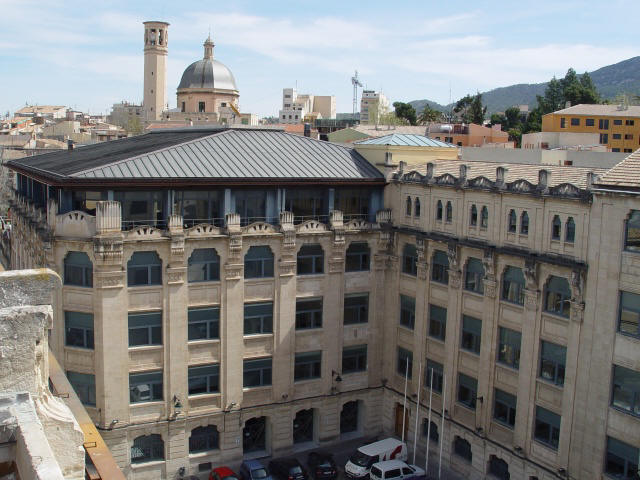
Edifici Ferrándiz.

Durant el curs acadèmic 1995/96 es va iniciar en l'EPSA la titulació d'Enginyer Tècnic en Disseny industrial. La Llicenciatura en Administració i Direcció d'Empreses, comença dos anys més tard, amb la posada en marxa del primer curs, per la qual cosa fins al curs acadèmic 2001/02 no s'impartirà la titulació completa. En el curs 1999/00, es va iniciar la titulació d'Enginyeria en Ciència de materials, impartint-se per videoconferència des del campus de València. Era la primera vegada que una titulació de la UPV, s'impartia utilitzant les noves tecnologies. A causa de la gran demanda que va suscitar la nova titulació, en el curs acadèmic 2000/01, la docència de la mateixa s'impartix en la seua totalitat de forma presencial, quedant d'esta manera assignada definitivament al centre. En el curs 01/02 va començar la titulació d'Enginyeria Tècnica en Informàtica de Gestió.
L'any 2006, l'EPSA i després d'una completa rehabilitació, inaugura el seu nou edifici Carbonell consolidant el campus d'Alcoi, junt amb l'Edifici Ferrándiz. La UPV té plans de construir junt amb estos dos edificis una zona esportiva i altres servicis universitaris. L'any 2008 s'han conclòs les obres de condicionament del nou aparcament i de remodelació de la plaça Ferrándiz-Carbonell que s'ha fet per a vianants.

## Titulacions
En el curs 05/06 es van impartir un total de 434 assignatures (tant en castellà, com en valencià), a més de 17 matèries en anglés. Este campus de la UPV compta en l'actualitat amb les següents titulacions universitàries:

### 1r cicle
- Enginyeria Tècnica en Disseny Industrial
- Enginyeria Tècnica Industrial, esp. Electricitat
- Enginyeria Tècnica Industrial, esp. Electrònica Industrial
- Enginyeria Tècnica Industrial, esp. Mecànica
- Enginyeria Tècnica Industrial, esp. Química Industrial
- Enginyeria Tècnica Industrial, esp. Tèxtil
- Enginyeria Tècnica Informàtica de Gestió
- Enginyeria Tècnica Telecomunicació, esp. Telemàtica

### Llicenciatura
- Llicenciat Administració i Direcció d'Empreses

### 2n cicle
- Enginyeria d'Organització Industrial (2n cicle)
- Enginyeria de materials (2n cicle)

### 3r cicle
A més es poden cursar diferents programes de doctorat, màsters oficials i multitud de cursos postgrau.

## Alumnat
En el curs 2005/06 la Politècnica d'Alcoi va tindre un total de 3.230 alumnes (2.036 de 1r i 2n cicle, i 31 de 3r cicle o doctorat; 560 alumnes de formació contínua, 150 de la Universitat Senior, 250 del CAP, 83 de l'Escola de Formació de Monitors, i altres 100 de les Jornades Font Roja).
| Evolució en el nombre d'alumnes | Evolució en el nombre d'alumnes | Evolució en el nombre d'alumnes | Evolució en el nombre d'alumnes | Evolució en el nombre d'alumnes | Evolució en el nombre d'alumnes | Evolució en el nombre d'alumnes | Evolució en el nombre d'alumnes | Evolució en el nombre d'alumnes | Evolució en el nombre d'alumnes | Evolució en el nombre d'alumnes |
| Curs                            | 90-91                           | 91-92                           | 92-93                           | 93-94                           | 94-95                           | 95-96                           | 96-97                           | 97-98                           | 98-99                           | 99-00                           |
| ------------------------------- | ------------------------------- | ------------------------------- | ------------------------------- | ------------------------------- | ------------------------------- | ------------------------------- | ------------------------------- | ------------------------------- | ------------------------------- | ------------------------------- |
| Alumnes                         | ---                             | ---                             | ---                             | 1.152                           | 1.311                           | 1.432                           | 1.594                           | 1.952                           | 2.593                           | 2.157                           |
| Curs                            | 00-01                           | 01-02                           | 02-03                           | 03-04                           | 04-05                           | 05-06                           | 06-07                           | 07-08                           | 08-09                           | 09-10                           |
| Alumnes                         | 2.262                           | 2.392                           | 2.439                           | 2.330                           | 2.100                           | 3.230                           |                                 |                                 |                                 |                                 |

Segons dades del Servei d'Ocupació de la UPV, durant el curs 2005-06, el 70% dels titulats de l'EPSA va aconseguir firmar un contracte fix (la mitjana de la UPV va ser del 64%). El 44% en el seu àmbit de formació, el 8% va accedir a càrrecs directius o gerents (la mitjana de la UPV va ser del 5%), 20,7% com a caps intermedis (15% mitjana de la UPV).
El 87% dels titulats troba el seu primera ocupació abans de 6 mesos després de la seua titulació (dels quals el 69% ho aconseguix en menys d'1 mes o inclús abans de titular-se).

## Personal
L'escola compta amb 143 professors (curs 05/06) de 23 departaments diferents, 60 empleats PAS (Personal d'Administració i Servici).